# Hitler, une carrière
Ne doit pas être confondu avec La Seconde Carrière d'Adolf Hitler (2007) de Renaud Camus.
Pour plus de détails, voir Fiche technique et Distribution.
Hitler, une carrière ou L'Aigle avait deux têtes (Hitler - Eine Karriere) est un documentaire allemand réalisé par Joachim Fest et Christian Herrendoerfer, sorti en salles le 8 juillet 1977 en Allemagne de l'Ouest. Ce documentaire retrace l'ascension et la chute d'Adolf Hitler et sur le contenu basé sur la biographie de Joachim Fest, basé sur des images d'archives. Dans la version française, la narration est assurée par Pierre Mondy.

## Synopsis
Hitler, une carrière retrace le parcours d'Adolf Hitler, à partir de la fin de la Première Guerre mondiale, de ses débuts politiques, jusqu'à son arrivée au pouvoir en 1933, entraînant l'Allemagne dans un régime totalitaire raciste et antisémite, provoquant le déclenchement de la Seconde Guerre mondiale. Le documentaire traite aussi de la chute d'Hitler et de l'effondrement du régime nazi, avec la défaite de l'Allemagne dans la guerre à partir de la bataille de Stalingrad, en passant par le Débarquement allié en Normandie, jusqu'à son suicide, le 30 avril 1945.

## Fiche technique
- Titre : Hitler, une carrière
- Autre titre français : L'Aigle avait deux têtes
- Titre original : Hitler - Eine Karriere
- Réalisation : Joachim Fest et Christian Herrendorfer
- Scénario : Joachim Fest, commentaires de Alice J. Moffa
- Musique : Hans Posegga
- Montage : Karin Haban, Elisabeth Imholte et Fritz Schwaiger
- Son : Willi Schwadorf
- Effets spéciaux : Theo Nischwitz
- Production : Werner Rieb
- Société de production : Interart et Werner Rieb Produktion
- Société de distribution :
- Format : Couleur et noir et blanc – 35 mm – 1,37:1 — Son monophonique
- Genre : Documentaire
- Pays :  Allemagne de l'Ouest
- Langue : Allemand
- Durée : 155 minutes
- Dates de sortie :
  -  Allemagne de l'Ouest : 8 juillet 1977
  -  France : 17 novembre 1982 [2],[3], 24 août 2005 (sortie DVD)[1]
- Public : -12 en France[N 1]

## Distribution
- Gert Westphal : narrateur (version allemande)
- Stephen Murray : narrateur (version anglaise)
- Pierre Mondy : narrateur (version française)

### Images d'archives
- Artur Axmann
- General Bergeret
- Ernest Bevin
- Karl Brandt
- Eva Braun
- Arno Breker
- Neville Chamberlain
- Charles Chaplin
- Winston Churchill
- Galeazzo Ciano
- Édouard Daladier
- Alfred Delp
- Sepp Dietrich
- Karl Dönitz
- Albert Einstein
- François-Joseph Ier d'Autriche
- Roland Freisler
- Otto Gebühr [N 2]
- Joseph Goebbels
- Hermann Göring
- Lord Halifax
- Rudolf Hess
- Walther Hewel
- Reinhard Heydrich
- Heinrich Himmler
- Adolf Hitler
- Heinrich Hoffmann
- Alfred Hugenberg
- Charles Huntziger
- Alfred Jodl
- Wilhelm Keitel
- Victor-Emmanuel III d'Italie
- Fritz Kortner
- Amiral Le Luc
- Robert Ley
- Ernst Lubitsch
- Erich Ludendorff
- Viktor Lutze
- Thomas Mann
- Theodor Morell
- Benito Mussolini
- Léon Noël
- Friedrich Paulus
- Erich Raeder
- Max Reinhardt
- Erwin Rommel
- Ernst Röhm
- Ulrich Schwerin von Schwanenfeld
- Albert Speer
- Julius Streicher
- Gustav Stresemann
- Richard Tauber
- Ernst Thälmann
- Paul von Hindenburg
- Franz von Papen
- Joachim von Ribbentrop
- Adam von Trott zu Solz
- Erwin von Witzleben
- Harry Giese[N 3]

## Production
Toutes les séquences du documentaire sont compilées à partir d'archives historiques, disposées en grande partie dans l'ordre chronologique. Outre les archives privées, les séquences présentes dans le film sont en noir et blanc.

## Présentation et sortie du film
La première du film eut lors d'une projection spéciale au Festival de Berlin, le 29 juin 1977. Neuf jours après, Hitler, une carrière sortit en salles en Allemagne de l'Ouest.

## Réception
Sorti en salles en Allemagne de l'Ouest le 8 juillet 1977 et totalisa un million de spectateurs. Dix ans plus tard, le film est diffusé à la télévision sur la chaîne ARD.